# Weichandhof

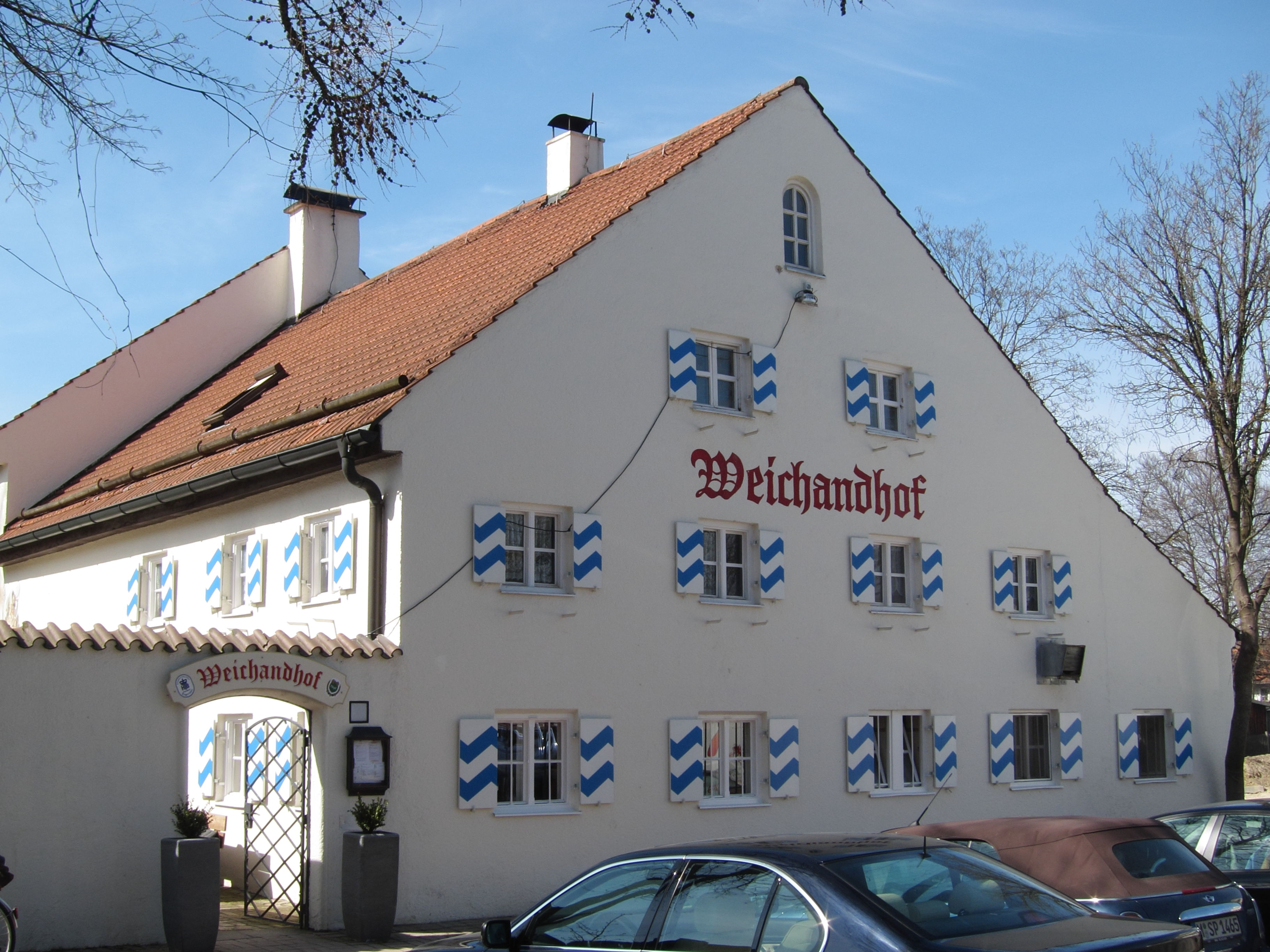
Weichandhof in Obermenzing

Der Weichandhof im Stadtteil Obermenzing der bayerischen Landeshauptstadt München wurde 1755 als Bauernhof errichtet und 1935 umgebaut. Die heutige Gaststätte mit Hotel am Betzenweg 81 ist ein geschütztes Baudenkmal.
Der ursprüngliche Bauernhof setzte sich aus dem Hauptgebäude und einem querstehenden Stadel zusammen. Nachdem im Jahr 1912 die Landwirtschaft aufgegeben wurde, nutzte eine Schreinerei die Gebäudegruppe.
Im Jahr 1935 erwarb das Schauspielerehepaar Philipp und Josephine Weichand die Gebäude und ließ sie von Walter und Gerald Sanzin in den damals üblichen Formen des Heimatstils zu einer Landgaststätte umbauen.
In jüngerer Zeit wurde der hakenförmige Bau zu einem Hotel mit Restaurant und Biergarten umgestaltet.